# Iglesia de Santa Eulalia (El Papiol)
La iglesia de Santa Eulalia del Papiol (en catalán:Santa Eulàlia del Papiol) es la parroquia del Papiol, perteneciente a la comarca catalana del Bajo Llobregat en la provincia de Barcelona. Es un monumento protegido e inventariado dentro del Patrimonio Arquitectónico Catalán como Bien Cultural de Interés Local.

## Descripción
El edificio consta de tres naves. Las laterales son más bien estrechas y tienen en sus cabeceras absidiolas poligonales. La central, en cambio, es de ábside semicircular. La separación entre los tres elementos viene dada por pilastras con capiteles ornamentados por decoración vegetal y animal. La fachada principal tiene la puerta resuelta en arco de medio punto, flanqueada por dos columnas con capiteles. Una arquería ciega exterior conforma la portada, está ornamentada con motivos florales, mientras que la línea de la imposta está decorada con filigranas y motivos animalísticos. El campanario es de planta cuadrada con aberturas y adornos iguales a los de la iglesia y se encuentra cubierto a cuatro vertientes con teja árabe. Destaca el reloj situado justo en el piso inferior al de las campanas.

## Historia
La iglesia actual fue inaugurada el 1950 Es obra de Josep Ros i Ros y Joan Montero Pazos. De la anterior, ya reconstruida durante la segunda mitad del siglo XVI, y destruida durante la guerra civil española se conservan unos contratos entre los obreros de la parroquia y el maestro de obras Bernat Bos de Vilafranca (1565). En 1751 el templo fue ampliado por poniente, y se abrió una puerta en el lugar donde estaba el altar mayor.